# Мария Амалия Саксонская (1757—1831)
Мария Амалия Анна Жозефина Антония Юстина Августа Ксаверия Алоизия Иоганна Непомуцена Магдалена Вальпургис Катарина Саксонская (нем. Maria Amalie Anna Josephina Antonia Justina Augusta Xaveria Aloysia Johanna Nepomucena Magdalena Walpurgis Katharina von Sachsen; 26 сентября 1757, Дрезден — 20 апреля 1831 или 28 апреля 1831, Нойбург-ан-дер-Донау, Швабия) — саксонская принцесса из альбертинской линии Веттинов, в замужестве герцогиня Пфальц-Цвейбрюккенская. Мария Амалия после смерти мужа занимала пост аббатисы женского монастыря Святой Анны в Мюнхене.

## Биография
Мария Амалия — шестой ребёнок в семье курфюрста Саксонии Фридриха Кристиана и его супруги Марии Антонии Баварской, дочери императора Священной Римской империи Карла VII. Мария Амалия — сестра королей Саксонии Фридриха Августа I и Антона, а также приходилась кузиной королю Франции Людовику XVI, королю Испании Карлу IV и императрице Марии-Луизе.
12 февраля 1774 года в Дрездене Мария Амалия вышла замуж за пфальцграфа Карла II Августа Биркенфельд-Бишвейлерского. Брат Марии Амалии Фридрих Август ещё в 1769 году женился на сестре её жениха Амалии Пфальц-Цвейбрюккенской. После свадьбы молодожёны поселились в Нойбургском замке. В августе 1775 года Карл Август после смерти дяди унаследовал титул герцога Пфальц-Цвейбрюккенского. В браке с Карлом Августом Мария Амалия родила сына Карла Августа Фридриха (1776—1784), наследного принца Пфальц-Цвейбрюккенского.
Мария Амалия являлась магистром баварского ордена Святой Елизаветы и после смерти супруга в 1798 году ушла в аббатисы женского монастыря Святой Анны в Мюнхене. Мария Амалия похоронена в придворной церкви в Нойбурге.